# Alan Sheehan
Alan Sheehan (Athlone, 14 settembre 1986) è un allenatore di calcio ed ex calciatore irlandese, di ruolo difensore, tecnico ad interim dello Swansea City.

## Caratteristiche tecniche
È stato un difensore che ha giocato prevalentemente nel ruolo di terzino.

## Carriera

### Club
Ha giocato nella seconda divisione inglese con Leicester City e Luton Town.

### Nazionale
Tra il 2005 ed il 2008 ha giocato nella nazionale irlandese Under-21.

## Statistiche

### Statistiche da allenatore
Statistiche aggiornate al 14 aprile 2025. In grassetto le competizioni vinte.
| Stagione            | Squadra         | Campionato      | Campionato | Campionato | Campionato | Campionato | Coppe nazionali | Coppe nazionali | Coppe nazionali | Coppe nazionali | Coppe nazionali | Coppe continentali | Coppe continentali | Coppe continentali | Coppe continentali | Coppe continentali | Altre coppe | Altre coppe | Altre coppe | Altre coppe | Altre coppe | Totale | Totale | Totale | Totale | % Vittorie | Piazzamento     |
| Stagione            | Squadra         | Comp            | G          | V          | N          | P          | Comp            | G               | V               | N               | P               | Comp               | G                  | V                  | N                  | P                  | Comp        | G           | V           | N           | P           | G      | V      | N      | P      | %          | Piazzamento     |
| ------------------- | --------------- | --------------- | ---------- | ---------- | ---------- | ---------- | --------------- | --------------- | --------------- | --------------- | --------------- | ------------------ | ------------------ | ------------------ | ------------------ | ------------------ | ----------- | ----------- | ----------- | ----------- | ----------- | ------ | ------ | ------ | ------ | ---------- | --------------- |
| dic. 2023-gen. 2024 | Swansea City    | FLC             | 7          | 3          | 2          | 2          | FACup+CdL       | -               | -               | -               | -               | -                  | -                  | -                  | -                  | -                  | -           | -           | -           | -           | -           | 7      | 3      | 2      | 2      | 42,86      | Ad interim      |
| feb.-giu. 2025      | Swansea City    | FLC             | 9          | 5          | 2          | 2          | FACup+CdL       | -               | -               | -               | -               | -                  | -                  | -                  | -                  | -                  | -           | -           | -           | -           | -           | 9      | 5      | 2      | 2      | 55,56      | Sub., in carica |
| Totale carriera     | Totale carriera | Totale carriera | 16         | 8          | 4          | 4          |                 | -               | -               | -               | -               |                    | -                  | -                  | -                  | -                  |             | -           | -           | -           | -           | 16     | 8      | 4      | 4      | 50,00      |                 |

## Palmarès

### Club

#### Competizioni nazionali
- Football League One: 1

Luton Town: 2018-2019